# Perlodes
Perlodes is een geslacht van steenvliegen uit de familie Perlodidae. De wetenschappelijke naam van het geslacht is voor het eerst geldig gepubliceerd in 1903 door Banks.

## Soorten
Perlodes omvat de volgende soorten:
- Perlodes dispar (Rambur, 1842)
- Perlodes floridus Kovács & Vinçon, 2012
- Perlodes frisonanus Kohno, 1943
- Perlodes intricatus (Pictet, 1841)
- Perlodes jurassicus Aubert, 1946
- Perlodes kippenhani Stark, 2010
- Perlodes lobata Wu & Claassen, 1934
- Perlodes microcephalus (Pictet, 1833)
- Perlodes mortoni (Klapálek, 1906)
- Perlodes norvegica (Kempny, 1900)
- Perlodes stigmata Ra, Kim, Kang & Ham, 1994
- Perlodes thomasi Vinçon, Dia & Kovács, 2013
- Perlodes truncata Wu & Claassen, 1934